# Diabetická ketoacidóza

Výskyt diabetu ve světě

Diabetická ketoacidóza (DKA) je život ohrožující komplikace, vyskytující se u pacientů majících diabetes mellitus. Téměř úplný deficit inzulinu a zvýšená hladina určitých stresových hormonů zvyšují riziko vzniku DKA. Diabetická ketoacidóza je častější u diabetiků I. typu, ale může se vyskytnout i při diabetu II. typu, zvláště během fyziologického stresu, například infekce. Pacienti s novým, nediagnostikovaným diabetem I. typu se často dostanou do nemocnice právě s DKA. Ketoacidóza se může objevit i diabetiků, kteří si neaplikují předepsané množství inzulinu nebo kteří onemocněli chorobami, jako je pneumonie nebo infekce ledvin. DKA byla hlavní příčinou smrti u diabetu I. typu před tím, než byly k dispozici inzulinové injekce. Neléčená DKA má vysokou smrtnost.

## Biochemický mechanismus a etiologie
DKA je charakterizována vysokou glykémií, acidózou a vysokou hladinou ketolátek. Patogeneze DKA je dána především acidózou. Velká množství ketolátek snižují pH krve; hodnota pH pod 6,7 je neslučitelná se životem. DKA se často rozvine během 24 hodin.
Klíčovou složkou vzniku DKA je malé až nulové množství inzulinu v krevním oběhu. DKA vzniká především, avšak nikoli výhradně, u diabetu I. typu, protože tento je charakterizován ztrátou produkce inzulinu ve slinivce břišní. Mnohem méně často se vyskytuje u diabetu II. typu, který se vyznačuje necitlivostí buněk na inzulin, nikoli – přinejmenším na počátku – sníženým množstvím nebo absencí inzulinu. Někteří diabetici II. typu ztrácí produkci inzulinu a musí tento přijímat zvenčí; tito pacienti jsou náchylní na DKA.
Přestože glukagon hraje roli jako antagonista inzulinu (především stimulací procesu glykogenolýzy v hepatocytech, čili jaterních buňkách), je-li u nediabetiků snížena hladina glukózy v krvi, role inzulinu je mnohem kritičtější, s širšími dopady na celý organismus. Glukagonové odpovědi lze často pozorovat i u dlouho trvajícího diabetu, proto jsou u takových pacientů informačně nespolehlivé. Přítomnost nebo absence inzulinu jako taková může regulovat většinu patologických účinků DKA. Protože má ale inzulin v krvi krátký poločas (nejméně jeden z návrhů je okolo šesti minut, ale mnohem šířeji přijímaná hodnota jsou desítky minut), hladina inzulinu po přerušení dodávky ze slinivky nebo z vnějších zdrojů (např. injekce; některé typy inzulinu se však nedostávají rychle do krve, což podstatně prodlužuje účinek) rychle klesá.
Většina buněk v těle je citlivá na jeden nebo více účinků inzulinu. Hlavními výjimkami jsou červené krvinky, neurony, některé tkáně zažívacího traktu a samotné beta buňky ve slinivce – nepotřebují inzulin k využití glukózy z krve. Změna citlivosti buněk na inzulin u nediabetiků je zřejmě způsobována různými transportními bílkovinami glukózy (GLUT). Adipocyty a buňky kosterních svalů využívají GLUT-4, který přechází do buněčné membrány, je-li stimulován sekundární kaskádou iniciovanou uložením inzulinu do bílkovin membránových senzorů, a tak umožňuje zachytávání glukózy. Naopak, je-li koncentraci inzulinu nízká, transportéry se rozptýlí z membrány a výrazně sníží příjem glukózy.
Mezi další účinky inzulinu patří stimulace tvorby glykogenu z glukózy a inhibice glykogenolýzy, stimulace tvorby mastných kyselin z uložených lipidů a inhibice uvolňování těchto kyselin z těla, stimulace zachytávání a ukládání mastných kyselin, inhibice katabolismu bílkovin a glukoneogeneze, kdy se glukóza syntetizuje z nesacharidových substrátů (např. z laktátu, alaninu a meziproduktů Krebsova cyklu). Nedostatek inzulinu má proto mnoho významných účinků, řada z nich přispívá ke zvyšování hladiny glukózy v krvi, zvýšenému metabolismu tuků a k degradaci bílkovin. Zvýšený metabolismus tuků je jedním ze základních mechanismů DKA (ketolátky vznikají při metabolickém zpracování lipidů).

### Tvorba ketolátek

Tvorba ketolátek

Na nízkou hladinu inzulinu, bez ohledu na koncentraci glukózy v krevní plasmě, reagují játra tak, že tento stav považují za hladovění organismu a produkují proto jinou formu "paliva" pro tělo, známou jako ketolátky. Jsou meziproduktem metabolismu tuků (který začíná lipolýzou). Dvě z těchto ketolátek, beta-hydroxybutyrát a acetacetát přecházejí do krve a lze je využívat jako zdroj energie pro některé orgány, například mozek, přestože právě mozek stále potřebuje velké množství glukózy. Tvoří-li se velká množství ketolátek, metabolismus je ve stavu zvaném ketóza. Tento stav nemusí být nutně škodlivý a je normální v situaci, kdy jsou špatně dostupné sacharidy (např. při dlouhodobé pauze před následujícím jídlem). Avšak při velké tvorbě ketolátek jejich nezpracovaná část snižuje pH krve, což vede k acidóze (konkrétně ketoacidóze).

### Atrofie svalů
Atrofie svalů vzniká primárně kvůli chybějící inhibici katabolismu bílkovin. Inzulin inhibuje štěpení bílkovin, a protože svalová tkáň je tvořena právě především bílkovinami, nedostatek inzulinu způsobuje úbytek svalové hmoty a uvolňování aminokyselin, které pak používají i k tvorbě glukózy (prostřednictvím glukoneogeneze, kdy tyto aminokyseliny slouží jako substrát).

### Mozek
Za normálních okolností vznikají ketolátky jen v malých množství a využívají se jako doplňkový zdroj energie pro srdce a mozek. Při hladovění a při DKA se neurony (a tedy mozek) adaptují na využití ketolátek jakožto hlavního zdroje energie, protože glukózy je k dispozici příliš malé množství.

### Změny osmolality a dehydratace
Při DKA bez hladovění vede nedostatek inzulinu k vysokým koncentracím glukózy v krvi (jak přímo z potravy, tak ze neregulované glukoneogeneze v játrech). To významně zvyšuje osmolalitu krve. Současně, vzhledem ke ketóze způsobené nízkou hladinou inzulinu, vznikají velká množství ketolátek, z nichž dvě – kromě toho, že mají osmotické účinky – jsou kyselé. Výsledkem je, že pH krve se začne posouvat do kyselejší oblasti. Normální pH lidské krve je 7,35 – 7,45; při acidóze klesá pod 7,35. Velmi vážnou acidózou se rozumí pokles do oblasti 6,9 – 7,1 (hodnota pH 6,8 nebo nižší se obecně považuje za neslučitelnou se životem, tedy smrtelnou). Pokles pH má značné dopady, protože bílkoviny (tkáně, enzymy atd.) mohou být významně (a současně trvale) denaturovány (poškozeny, znefunkčněny) hodnotou pH, která je příliš vysoká nebo příliš nízká – to vede k rozsáhlému poškození tkáně, funkčním deficitům, selháním orgánů a nakonec k smrti.
Glukóza začíná pronikat do moči, protože bílkoviny (ze skupiny SGLT) zodpovědné za zpětnou resorpci z moči se dostanou na hranici možností (je dosažen ledvinový práh pro glukózu). Protože se glukóza vylučuje močí, bere s sebou velké množství vody, což vede k dehydrataci. Tím se zahušťuje krev a zvyšuje osmolalita séra. Vážná dehydratace nutí buňky uvolňovat vodu do krve a způsobuje další funkční poruchy. Tento přesun vody z buněk do krevního řečiště se děje na úkor buněk samotných, protože potřebují vodu pro chemické reakce, které umožňují správné fungování buněk.

## Symptomy a znaky
Je důležité připomenout, že neškolené osobě mohou symptomy akutní DKA, například zápach dechu, velmi připomínat intoxikaci alkoholem, a proto je snadné předpokládat, že je osoba opilá, namísto toho, že trpí vážnou diabetickou poruchou.
- apatie, extrémní únava
- extrémní žízeň, navzdory příjmu tekutin
- stálé močení
- ovocný zápach dechu, podobný odstraňovači laku na nehty (aceton)
- hyperventilace, nejdříve rychlá a mělká, potom stále hlubší a pomalejší
- extrémní ztráta hmotnosti
- moučnivka v ústech a/nebo trvalé vaginální kvasinkové infekce; to je proto, že je narušena běžná flóra v ústní dutině a v pochvě
- úbytek svalů
- rozčilení, podrážděnost, agrese, zmatenost
- nausea, zvracení
- extrémní bolest ramenou, krku a hrudníku

### Laboratorní výsledky
Velké anionové okno indikuje, že došlo ke ztrátě hydrogenuhličitanu (HCO3−) bez zvýšení množství chloridu (Cl−).
Disociuje-li kyselina acetyloctová (acetacetát) a kyselina beta-hydroxymáselná (beta-hydroxybutyrát), tvoří vodíkový kation (H+), který je okamžitě neutralizován hydrogenuhličitanem, je-li tento k dispozici. To způsobuje ztráty hydrogenuhličitanu, které zvětšují anionové okno.
Při léčbě je pokles hladiny hydrogenuhličitanu kompenzován zvýšením hladiny chloridu z nitrožilního roztoku. Též se tomu říká hyperchloremická acidóza. Tento efekt způsobuje, že se anionové okno posouvá směrem k normálním hodnotám, navzdory přetrvávající metabolické acidóze. U pacienta se při léčbě mohou vyskytovat oba typy acidózy a posun anionového okna může být menší, než by se pro daný pokles hladiny hydrogenuhličitanu dalo očekávat.
Koncentrace draslíku v séru je často zvýšená, protože deficit inzulinu vede k uvolňování draslíku z buněk do mimobuněčné tekutiny. Léčba inzulinem snižuje koncentraci draslíku tím, že ho tlačí zpět do buněk a může vyvolat vážnou hypokalemii, zvláště u pacientů s normální nebo nízkou sérovou koncentrací draslíku.

## Pozdní příznaky
V této fázi DKA ohrožuje život a je nezbytně nutná okamžitá lékařská péče.
- zvracení, přestože není vždy znakem pozdního stadia ketoacidózy a může se objevit i v jejím časném stadiu nebo při neketoacidotické hyperglykemii
- zmatenost
- bolest břicha
- nechutenství
- chřipkové příznaky
- letargie a apatie
- extrémní slabost
- Kussmaulovo dýchání – typ hyperventilace, kdy pacienti dýchají velmi zhluboka s normální nebo zvýšenou frekvencí. Je znakem závažné ketoacidózy.
- bezvědomí (varianta diabetického kómatu) při déletrvající DKA. V této fázi je velmi důležitá rychlá lékařská pomoc.
- smrt

## Komplikace
Lidé s diabetickou ketoacidózou potřebují bedlivé a časté sledování s ohledem na možné komplikace. Většina běžných komplikací DKA je překvapivě spjata s léčbou:
- hypokalemie (snížení koncentrace draslíku)
- otok mozku [1]
- hyperglykemie
- ketoacidemie
- úbytek tekutin a elektrolytů[2]
- aspirace
- nerozpoznaná nekróza ledvinných tubulů
- otok plic[3]
- infarkt myokardu

## Léčba

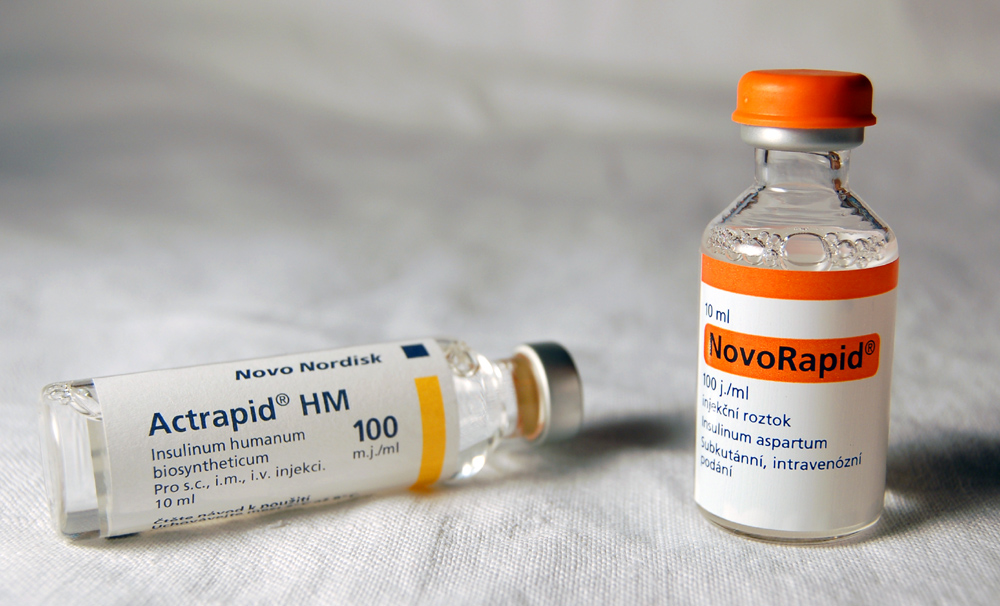
Inzulin

Léčba spočívá v hydrataci (aby se snížila osmolalita krve), náhradě ztracených elektrolytů, podání inzulinu (aby mohly glukóza a draslík vstupovat do buněk) a eventuálně současně také glukózy (pro odstranění metabolických abnormalit, např. zvýšené úrovně ketolátek). Mnoho pacientů musí být umístěno na jednotku intenzivní péče, protože se jim tekutiny, glukóza a inzulin podávají v nitrožilní infuzi a je potřeba pečlivě sledovat životní funkce, produkci moči a stav krve. Během léčby není výjimkou otok mozku, který je velmi nebezpečný a taktéž vyžaduje intenzivní sledování pacienta. U pacientů s vážnou poruchou duševních funkcí může být potřebná intubace a mechanická ventilace. Přežití výrazně závisí na tom, jak výrazná byla porucha metabolismu v okamžiku převezení do nemocnice – v dnešní době je však správně léčená DKA smrtelná jen zřídka.
DKA se vyskytuje častěji u diabetu I. typu, protože deficit inzulinu je nejvážnější, ale může se objevit i u diabetu II. typu. U přibližně čtvrtiny mladých lidí, u kterých se vyvine diabetes I. typu, vede deficit inzulinu a hyperglykemie ke ketoacidóze dřív, než je onemocnění rozpoznáno a léčeno. Toto může nastat i u nástupu diabetu II. typu, zvláště u mladých lidí. U osob, o kterých se ví, že mají diabetes a tento je adekvátně léčen, vzniká DKA při vysazení inzulinu, nezvládnuté akutní gastroenteritidě, při chřipce nebo rozvoji nového vážného zdravotního problému (např. bakteriální infekce nebo infarktu myokardu).
Deficit inzulinu mění mnoho aspektů metabolické rovnováhy v katabolickém směru. Játra se stávají čistým producentem glukózy prostřednictvím glukoneogeneze (z několika aminokyselin v bílkovinách) a glykogenolýzy (z glykogenu, tento zdroj se však obvykle vyčerpá během několika hodin). Tuk v tukové tkáni se lipolýzou redukuje na triglyceridy a mastné kyseliny. Svalovina degraduje a uvolňuje bílkoviny pro glukoneogenezi. Vzestup hladiny mastných kyselin je spojen se zvýšením úrovně ketolátek (acetonu, acetacetátu a beta-hydroxybutyrátu; pouze jedna z nich, aceton, je chemicky keton – název je historickým omylem). Jak se ketóza zhoršuje, přichází metabolická acidóza s anorexií, břišní potíže a často případně zvracení. Zvyšování koncentrace glukózy v krvi zvětšuje objem moči produkované ledvinami, protože je překročen ledvinový práh (osmolární diuréza). Velký objem moči (polyurie) má za následek také ztráty elektrolytů, zvláště sodíku, draslíku, chloridů, fosfátů a hořčíku. Snížený příjem tekutin (kvůli zvracení), kombinovaný se zvýšeným močením vede k dehydrataci. Zhoršování metabolické acidózy vyvolává zjevnou hyperventilaci (nazývanou Kussmaulovo dýchání). Kussmaulovo dýchání je v podstatě bezděčná snaha odstranit oxid uhličitý z krve, kde jinak tvoří kyselinu uhličitou a dále zhoršuje ketoacidózu. Viz též plyny v tepenné krvi.
Při přijímání do nemocnice trpí pacienti s DKA typicky dehydratací a zrychleným hlubokým dýcháním. Bolesti břicha a zvracení jsou rovněž běžné a mohou být závažné. Úroveň vědomí je až do pozdní fáze DKA typicky normální, přičemž částečná ztráta vědomí (otupená nebo snížená pozornost či úroveň vědomí) může přejít v kóma. Dehydratace může být dost vážná na to, aby způsobila šok. Laboratorní testy typicky ukazují hyperglykemii, metabolickou acidózu, normální nebo zvýšenou koncentraci draslíku a vážnou ketózu. Může být ovlivněna i řada jiných testů.
V tomto okamžiku pacient urgentně potřebuje nitrožilní podávání tekutin. Základními principy léčby DKA jsou:
- rychlá obnova adekvátní cirkulace a perfuze izotonickým intravenózním roztokem
- postupná rehydratace a doplnění ztracených elektrolytů (zvláště sodíku a draslíku), přestože se hladina v séru může zdát správná
- inzulin ke zvrácení ketózy a snížení hladiny glukózy
- pečlivé sledování, aby bylo možno odhalit a léčit komplikace.

Léčba obvykle končí úplným zotavením, při nevhodné léčbě nebo při některé z komplikací, například otoku mozku (objevuje se hlavně u dětí), však může stav skončit smrtelně.